# Jorina Baars
Jorina Baars (Den Helder, 18 oktober 1988) is een Nederlandse voormalig kickbokster in het thaiboksen. Ze was tussen 2004 en 2024 professioneel actief en is de huidige Enfusion vedergewicht wereldkampioene. Deze titel won ze in 2022 en verdedigde ze drie keer succesvol. In 2009 won ze de ISKA weltergewicht-wereldtitel. In 2014 won ze de Lion Fight weltergewicht-wereldtitel die ze drie keer succesvol verdedigde en eenmaal heroverde. Ze heeft als kickbokser 44 winstpartijen, verloor twee partijen en drie partijen eindigden onbeslist. Naast het thaiboksen heeft ze ook vier MMA-wedstrijden gevochten en in 2022 debuteerde ze als bokster. In 2024 stopte ze met vechten op wedstrijdniveau.

## Loopbaan
In 2014 won ze de weltergewicht-titel door via unanieme beslissing Cris Cyborg te verslaan. In 2016 tekende ze een contract bij Bellator Kickboxing. In haar geboorteplaats Den Helder is ze sinds 2017 eigenaar van sportschool SportsArt.
Op 10 december 2024 kondigde ze via haar Instagram-account aan definitief te stoppen met wedstrijdvechten in verband met aanhoudende blessures.